# 獅子座π
獅子座π，又名BD+08 2301，HD 86663、SAO 118044、HR 3950，是獅子座的一颗恒星，视星等为4.7，位于銀經230.01，銀緯45.26，其B1900.0坐标为赤經9h 54m 55.7s，赤緯+8° 45.26′ 27″。